# Sara Giraudeau
Sara Giraudeau (Boulogne-Billancourt, 1º agosto 1985) è un'attrice francese.
Nel 2018 ha ottenuto il Premio César per la migliore attrice non protagonista per il ruolo di Pascale nel film Petit paysan - Un eroe singolare.

## Biografia
Figlia di Anny Duperey e di Bernard Giraudeau, Sara Giraudeau ha un fratello di tre anni più anziano. Figlia d'arte, Sara Giraudeau è nata nell'ambiente artistico teatrale e cinematografico francese. Fece la sua prima comparsa nel cinema all'età di 11 anni nel film Profumo d'Africa diretto dal padre Bernard.
Dopo un baccalaureato letterario, ella integrò a 17 anni la scuola di arte drammatica Jean Périmony a Parigi.
Esordì in teatro nel 2005-2006 nella messa in scena di Isabelle Rattier de I monologhi della vagina di Eve Ensler al Théâtre de Paris, dividendo la scena con Micheline Dax e Marie-Paule Belle, poi si distinase in pièce più classiche quali La dodicesima notte di William Shakespeare nel 2009 o ancora Colombe e L'Alouette di Jean Anouilh nel 2010 e 2012.
Fu nel 2007 che la sua carriera prese l'avvio grazie alla pièce La Valse des pingouins di Patrick Haudecœur, una commedia musicale burlesca per la quale ella ricevette il premio Molière del 2007, come anche il Premio Raimu per la rivelazione.
Nel 2013 interpretò nel Teatro Bruyère la romanziera americana Zelda Sayre, accanto a Julien Boisselier che interpretava Francis Scott Fitzgerald nella pièce biografico-musicale Zelda & Scott, messa in scena dall'autore Renaud Meyer.
Nel 2015 recitò nella serie TV di Canal+ Le Bureau - Sotto copertura di Éric Rochant: ella vi interpretava Marina Loiseau, giovane ingegnere incaricata di penetrare i segreti nucleari iraniani.
Parallelamente alle sue attività di attrice, ella ha dato la sua voce alle pubblicità del Crédit agricole nel 2017 e si mise a scrivere un cortometraggio e ul libro per bambini, e l'anno successivo è divenuta membro della giuria del Festival del cinema americano di Deauville 2018.
All'inizio del 2018 ha ricevuto il Premio César 2018 per la migliore attrice non protagonista per la sua interpretazione in Petit paysan - Un eroe singolare mentre il regista Hubert Charuel si vide assegnare il Premio César per la migliore opera prima e l'attore Swann Arlaud quello per il migliore attore.
.
A maggio 2018 è uscito nelle sale il film Et mon cœur transparent, adattamento dell'omonimo romanzo di Véronique Ovaldé, dei fratelli David e Raphaël Vital-Durand, nel quale Sara Giraudeau ha ritrovato il suo collega di scena Julien Boisselier.

## Impegni sociali
Sara Giraudeau è madrina dell'associazione Le Rire Médecin dal 2007 sulla quale ha realizzato un documentario nel 2018.

## Vita privata
Sara vive con l'attore Simon Hubert, con il quale ha avuto due figlie: la primogenita, Mona, nata il 22 maggio 2011 e la seconda, Bonnie, che è nata il 28 giugno 2016, giorno del compleanno di sua madre Anny Duperey.

## Filmografia

### Cinema
- Profumo d'Africa (Les Caprices d'un fleuve), regia di Bernard Giraudeau (1996)
- Imogène McCarthery, regia di Alexandre Charlot e Franck Magnier (2010)

- Mémoires d'une jeune fille dérangée, regia di Keren Marciano - cortometraggio (2010)
- Denis, regia di Lionel Bailliu (2013)
- La bella e la bestia (La Belle et la Bête), regia di Christophe Gans (2014)
- Les Bêtises, regia di Alice Philippon e Rose Philippon (2015)
- Rosalie Blum, regia di Julien Rappeneau (2015)
- Vendeur, regia di Sylvain Desclous (2016)
- Papa ou Maman 2, regia di Martin Bourboulon (2016)
- Petit paysan - Un eroe singolare (Petit Paysan), regia di Hubert Charuel (2017)
- Et mon cœur transparent, regia di David Vital-Durand e Raphaël Vital-Durand (2017)
- Il prezzo dell'arte (Les Traducteurs) regia di Régis Roinsard (2019)
- The Spellbound (Les Envoûtés), regia di Pascal Bonitzer (2019)
- Médecin de nuit, regia di Elie Wajeman (2020)
- Il discorso perfetto (Le Discours), regia di Laurent Tirard (2020)
- Particules fines, regia di Anne-Claire Jaulin - cortometraggio (2020)
- Addio, signor Haffmann (Adieu Monsieur Haffmann), regia di Fred Cavayé (2021)
- La Page blanche, regia di Murielle Magellan (2022)
- La moglie del presidente (Bernadette), regia di Léa Domenach (2023)
- Le Roman de Jim, regia di Arnaud e Jean-Marie Larrieu (2024)

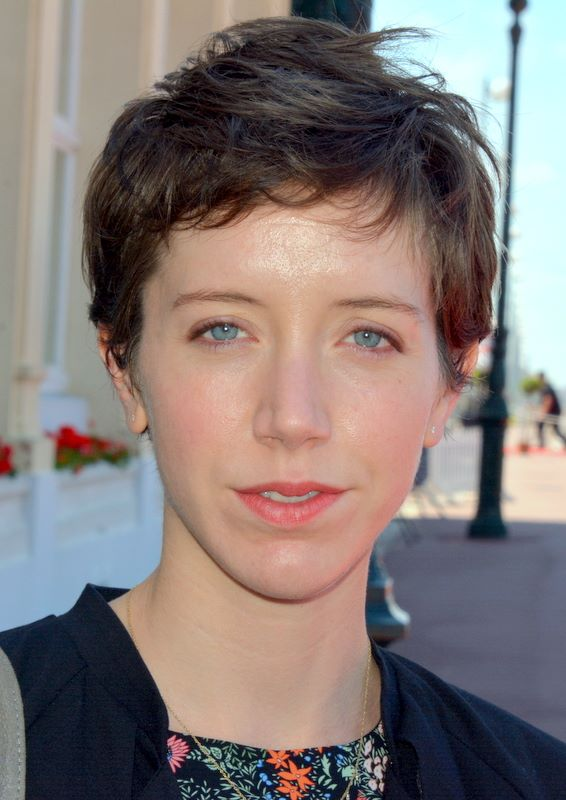
Sara Giraudeau nel 2015 al festival du film de Cabourg.

### Televisione
- Marie et Madeleine, regia di Joyce Buñuel - film TV (2008)
- Les Poissons marteaux, regia di André Chandelle - film TV (2008)
- L'Évasion, regia di Laurence Katrian - film TV (2009)
- Le Roi, L'ecureuil Et La Couleuvre - serie TV, episodi 1x01-1x02 (2010)
- Les Fusillés, regia di Philippe Triboit - film TV (2015)
- Calls - serie TV, episodio 2x04 (2019)
- Si tu vois ma mère, regia di Nathanaël Guedj - film TV (2019)
- Criminal: Francia (Criminal: France) - serie TV, episodio 1x01 (2019)
- Le Bureau - Sotto copertura (Le Bureau des Légendes) - serie TV, 43 episodi (2015-2020)

### Regista
- Mes Héros - Documentario TV (2018)

## Doppiaggio
- Caroline in Boule et Bill
- Métis in 50 nuances de Grecs

## Teatro
- 2005: Les Monologues du vagin di Eve Ensler, regia di Isabelle Rattier, Petit Théâtre de Paris
- 2007: La Valse des pingouins di Patrick Haudecœur, regia di Jacques Décombe, Théâtre des Nouveautés
- 2008: La Tectonique des sentiments di Éric-Emmanuel Schmitt, regia dell'autore, Théâtre Marigny
- 2009: La Nuit des rois di William Shakespeare, regia di Nicolas Briançon, Festival d'Anjou, Théâtre Comédia
- 2010: Colombe di Jean Anouilh, regia di Michel Fagadau, Comédie des Champs Élysées[21]
- 2011: Colombe di Jean Anouilh, regia di Michel Fagadau, tournée
- 2012: L'Alouette di Jean Anouilh, regia di Christophe Lidon, Théâtre Montparnasse
- 2013: Zelda & Scott di Renaud Meyer, regia del medesimo, Teatro La Bruyère
- 2016: L'envol di Pierre Tré-Hardy, regia di Thierry Harcourt, Teatro La Pépinière

## Riconoscimenti

### Premi
- 2007: Premio Raimu della commedia per le rivelazioni teatrali[1] per La Valse des pingouins
- 2007: Premio Molière per le rivelazioni teatrali per La Valse des pingouins
- 2016: Premio Lumière per la migliore promessa femminile